# Tskhaltubo
Tskhaltubo o Tsqaltubo (in georgiano წყალტუბო?) è un comune della Georgia, situato nella regione dell'Imerezia.
La località è rinomata per le sue acque termali.